# Anlaufen (Metallurgie)
Anlaufen ist die Bildung eines dünnen Überzugs auf der Oberfläche von Metallen. Blei und Zink bedecken sich an feuchter Luft mit einer dünnen Schicht von Oxid oder Kohlensäuresalz, auf Silber entsteht in unreiner Luft ein Überzug von Schwefelsilber, Stahl bedeckt sich beim Erhitzen mit einer Oxidschicht, die je nach ihrer Stärke gelblich, rötlich oder blau erscheint (Anlauffarbe).

## Abgrenzung
Bei gezielter Anwendung höherer Temperaturen auf Werkstücke wird im Allgemeinen der Begriff Anlassen verwendet, eingesetzt in der allgemeinen Metallverarbeitung zur Oberflächenvergütung und zur Härtung sowie im Speziellen von Waffenschmieden und Büchsenmachern zur Oberflächenveredelung an Waffen.